# Episodi de Il cacciatore (terza stagione)
La terza stagione della serie televisiva Il cacciatore è formata da 8 episodi scritti da Marcello Izzo, Silvia Ebreul, Advocat, Fabio Paladini e diretti da Davide Marengo e Fabio Paladini. La stagione è stata trasmessa in prima visione assoluta su Rai 2 dal 20 ottobre al 10 novembre 2021. I primi due episodi sono stati pubblicati in anteprima su RaiPlay.
| nº | Titolo                            | Prima TV Italia  |
| -- | --------------------------------- | ---------------- |
| 1  | Boom                              | 20 ottobre 2021  |
| 2  | Orgoglio                          | 20 ottobre 2021  |
| 3  | Discendenza                       | 27 ottobre 2021  |
| 4  | Quello che sei disposto a perdere | 27 ottobre 2021  |
| 5  | Ciao nemico                       | 3 novembre 2021  |
| 6  | Aspetta                           | 3 novembre 2021  |
| 7  | La caccia invisibile              | 10 novembre 2021 |
| 8  | Ciao Saverio                      | 10 novembre 2021 |

## Boom
- Diretto da: Davide Marengo
- Scritto da: Marcello Izzo e Silvia Ebreul
- Headwriter: Marcello Izzo e Silvia Ebreul

### Trama
Maggio 1997. Saverio Barone, ormai rimasto solo, è nel mirino di Vito Vitale, nuovo capo del mandamento di Partinico che aspira a prendere la reggenza dei Corleonesi. Saverio vive in un bunker sotto la procura di Palermo viste le minacce concrete di un attentato. Deve arrestare Vitale per poter tornare a essere più sereno e soprattutto portare avanti l'indagine segreta, affidatagli dal suo capo Elia, su Provenzano e Aglieri, gli esponenti della nuova mafia legati meno al rumore dei morti della cosiddetta mafia stragista ma più agli affari insinuandosi fin dentro gli uffici dei ministeri. Soprattutto Aglieri si rivela un nemico colto e dotato di ampia intelligenza. Quest'ultimo si premura di aiutare Davide, un ragazzo emarginato, insegnandogli ciò che sa sul crimine e facendolo studiare. Davide vuole anche ottenere l'amore di Sonia che non corrisponde lo stesso sentimento. 
Barone è lontano dalla sua ex moglie Giada e soprattutto da sua figlia Carlotta. Dovrà anche insegnare alla nuova collega Paola Romano, che tutti pensano sia raccomandata dal suo influente padre avvocato; Barone la mette subito alla prova facendole studiare le carte di un processo di Michele Greco prossimo alla prescrizione. 
Per prendere Vitale decidono di seguire la pista delle sue numerose amanti nel tentativo di stanarlo. Nonostante la protezione di sua sorella Giusy, il vicecapo del mandamento, Vitale commette sempre più imprudenze e Renda, uno dei suo sgherri, visto il rischio concreto di essere ucciso si consegna a Barone per diventare collaboratore di giustizia. Nonostante i suoi attacchi di panico, Barone si precipita da Renda ma lo ferma un incidente automobilistico. Vitale ha così tutto il tempo di scappare con sua sorella.
Provenzano vuole mantenere la pace e la tranquillità negli affari: chiede ad Aglieri solamente di eliminare Vitale.  Elia è costretto a trasferire temporaneamente Barone a Trento.
- Ascolti Italia: telespettatori 994.000 – share 4,30%[2]

## Orgoglio
- Diretto da: Davide Marengo
- Scritto da: Marcello Izzo e Silvia Ebreul
- Headwriter: Marcello Izzo e Silvia Ebreul

### Trama
Trasferito in Trentino a causa dell'incidente automobilistico, Barone ha difficoltà ad intrecciare un rapporto con la figlia Carlotta. Inoltre riceve aggiornamenti non positivi dall'indagine su Vito Vitale che, grazie alla sorella Giusy, riesce a stare lontano dalle sue amanti. Barone è sempre più sofferente tant'è che in un attacco di panico è costretto a prendere le pillole che gli ha prescritto il terapeuta. 
Renda fa trovare alla polizia solo un arsenale di Vitale ma non l’esplosivo che sarebbe servito per l’attentato a Barone. Il mafioso escogita un piano per infiltrare un suo uomo che ha un cugino cancelliere proprio nel tribunale dove Barone alloggia nel bunker. Quest'ultimo chiama Elia, il suo capo, pregandolo di ottenere presso il ministero il reintegro in ruolo per catturare Vitale. 
3 giugno 1997. Vitale chiama la ballerina Heather, una delle sue amanti, non sapendo che la ragazza è intercettata.
Barone non resiste più e torna a Palermo andando subito a parlare con Heather la quale, sotto pressione, cede e indica nella pasticcera Elisa Barazza la donna preferita di Vitale. I magistrati intercettano una conversazione tra la donna e Vitale ma il mafioso è velocissimo a chiudere la chiamata e a cambiare numero. Nel frattempo Saverio e la collega Francesca hanno un primo approccio ma l’uomo è frenato. 
Vitale, venuto a sapere del gesto di Barone, decide di reagire sollecitando, con i suoi metodi brutali, il cancelliere ad ottenere una visita guidata per il suo uomo. Si giunge a una possibile svolta quando le intercettazioni confermano un incontro tra Vitale e la sua amante. Proprio mentre Vitale si prepara per l'incontro, il suo uomo gli conferma di aver ottenuto la visita al tribunale e gli consiglia di stare attento visto che manca poco all'obiettivo di uccidere Barone. Vitale decide di rimandare l'incontro con la sua amante finché non si sarà sbarazzato di una fastidiosa mosca. A tutto questo però si aggiunge una notizia positiva per Barone e la sua squadra sull'indagine segreta su Provenzano e Aglieri. Infatti il "sistema Provenzano" usa i numeri per indicare i membri del suo mandamento e ora possono aggiungere al numero cinque il soprannome "il biondo". 
Paola Romano, affranta dal comportamento di Barone, fotocopia un fascicolo in cui comprende dell'indagine segreta che potrebbe compromettere Barone se venisse pubblicata.
- Ascolti Italia: telespettatori 937.000 – share 5,10%[2]

## Discendenza
- Diretto da: Davide Marengo
- Scritto da: Advocat
- Headwriter: Marcello Izzo e Silvia Ebreul

### Trama
Pietro Aglieri mette alla prova la sua fede in Dio proprio come Abramo fece con Isacco. Porta Davide in campagna e gli insegna a sparare con il Kalašnikov. Nel mentre Davide spara, Aglieri mette un proiettile nella sua pistola e inizia a premere il grilletto gridando un passo della Bibbia. Il proiettile non esplode e quindi pensa di aver superato la prova. 
5 giugno 1997. Francesca si finge una maga e convince la Barazza, amante di Vitale, a raggiungerlo e non perdere il momento propizio date dalle carte. Così raggiunge l’uomo ma gli uomini di Barone la seguono, fanno irruzione nel casolare e arrestano Vitale. Portato nel bunker di Barone, i due hanno una discussione dove il magistrato rammenta a Vitale che questo non era un duello bensì una caccia dove lui era la preda. Vengono arrestati anche l'uomo a cui Vitale aveva dato ordine di far fuori Barone con un lanciarazzi e la sorella Giusy. 
Sotto pressione dei suoi uomini, Barone raggiunge Carlotta a Roma per vederla ma non ci riesce perché sa perfettamente che non rientrerebbe a Palermo. Rientrato, Barone si mette subito al lavoro ma la Romano inizia a ricattarlo, grazie al fascicolo che ha fotocopiato, per poter entrare nell'indagine segreta. 
A Barone viene l’idea di controllare la posta di tutti i detenuti visto che spesso parlano del “biondo”. In particolare spiano la corrispondenza di un detenuto soprannominato “l'albanese”. 
Il giorno di Natale del 1997, Barone è solo ma tutti i suoi colleghi amici tea i quali anche Carlo Mazza vanno a festeggiare da lui per convincerlo a uscire dal bunker.
- Ascolti Italia: telespettatori 941.000 – share 3,90%[3]

## Quello che sei disposto a perdere
- Diretto da: Fabio Paladini
- Scritto da: Fabio Paladini
- Headwriter: Marcello Izzo e Silvia Ebreul

### Trama
Aprile 1998. Barone continua, stavolta da casa sua e non dal bunker, a dare la caccia al "biondo". Quest'ultimo riceve l'ordine di far saltare il cantiere del metanodotto di Monreale. Ora le aziende mafiose possono mettere le mani sul cantiere e su tutti gli appalti correlati. 
Intanto, Barone e la sua squadra, grazie a mesi di lavoro sulle lettere di Matranga inviate dal carcere, ottengono le informazioni necessarie per capire che il “biondo” sarà presente ad un grande convegno di politici, imprenditori ecc... presso Villa Bonsignore. Barone deve anche tenere Carlotta perché Giada deve partire per lavoro. 
Aglieri chiama a raccolta tutti i suoi ragazzi tra cui il suo pupillo Fabrizio e Davide per un pranzo in un casolare abbandonato. Davide è geloso di Fabrizio. 
Elia ottiene il permesso di andare all'evento insieme alla sua scorta dove è stato infiltrato un agente della polizia alle dipendenze di Barone che, da casa sua e insieme a Carlotta, dirige l'operazione per rintracciare il “biondo”. 
27 aprile 1998. All'evento due fratelli e Fabrizio discutono e Elia indica all'agente di seguirli. Purtroppo li perde di vista proprio mentre si incontrano con il “biondo”. Quest'ultimo riferisce ai tre che la Procura di Roma sta indagando sul metanodotto e non possono permettersi indagini perciò sanno cosa fare ovvero costituirsi. L'agente indica ai colleghi di seguire l'auto blu che sta uscendo dalla villa su cui vi è Fabrizio. 
Quest'ultimo entra in un garage in via Primo Maggio al civico 51. Da qui Fabrizio chiama Aglieri dicendogli di non poter andare in galera e che vuole vederlo di persona. Davide chiede ad Aglieri di dargli l'opportunità di convince Fabrizio a non tradirlo e fare ciò che è necessario. Davide e Fabrizio hanno un duro scontro tant'è che Davide riceve un colpo che gli fa uscire il sangue dal naso. Fabrizio se ne va e, mentre Barone e i suoi uomini sperano che li porti da Aglieri, lui si dirige in Questura e si costituisce. 
Barone e Elia vengono scavalcati dalla Procura di Roma con l'avallo del Ministro della Giustizia. Barone dà alla Romano la notizia e i due discutono animatamente. 
Una settimana dopo, Elia e il procuratore generale affidano a Barone un nuovo caso: catturare il boss Pasquale Cuntrera che è fuggito dopo essere stato scarcerato per un cavillo burocratico. Barone avverte la Romano che va a Roma e le intima di non prendere iniziative. Paola non demorde e si mette al lavoro con Francesca per incontrare Fabrizio.
- Ascolti Italia: telespettatori 860.000 – share 4,40%[3]

## Ciao nemico
- Diretto da: Davide Marengo
- Scritto da: Marcello Izzo e Silvia Ebreul
- Headwriter: Marcello Izzo e Silvia Ebreul

### Trama
Barone a Roma inizia a collaborare con Nicola Calipari, Direttore del Centro Interprovinciale Criminalpol della Questura della Capitale, scoprendo che Cuntrera, appena uscito dal carcere di Parma, si è messo in contatto con Vincenzo Triassi, boss di Ostia che lo ha aiutato a raggiungere Fuengirola (Malaga) per evitare una possibile futura estradizione. Barone e Calipari partono per la Spagna per spingere la Guardia Civil a fornirgli delle registrazioni. Dopo le iniziali ritrosie, la Guardia Civil insieme ai Carabinieri italiani mettono al corrente i due di una maxi operazione internazionale di traffico di droga per un grosso carico di hashish destinato alla famiglia dei Triassi. Il giorno dopo ricevono le registrazioni dalle quali si evince come Cuntrera sia in contatto con una donna che vive a Roma.
Secondo i due, il boss si trova ancora nella cittadina spagnola. Barone segue, dopo essere stato convinto da Calipari, fin sulla spiaggia una ragazza vista più volte in città. Mentre chiama la ragazza gli passa di fianco proprio Cuntrera e decide di seguirlo. Cuntrera si appresta a pranzare con la donna di Roma e i due decidono di farlo finire prima di arrestarlo. Prima di tornare in Italia, Saverio passa la notte insieme a una ragazza del posto.
In Sicilia intanto Aglieri spiega a Davide che metterà i bastoni tra le ruote a Provenzano candidando il suo uomo Ugo Colletti a sindaco contro il "Biondo" Luigi Murè appoggiato da "zu Binnu". Davide fa propaganda per il candidato presso i capomafia e la gente del loro quartiere comprando i voti con il denaro se necessario.
La Romano interroga Fabrizio per convincerlo a collaborare ma lui ha paura di ritorsioni e le fa capire solamente che il “Biondo” lavora all’ospedale San Giovanni.
- Ascolti Italia: telespettatori 1.009.000 – share 4,40%[4]

## Aspetta
- Diretto da: Fabio Paladini
- Scritto da: Marcello Izzo e Silvia Ebreul
- Headwriter: Marcello Izzo e Silvia Ebreul

### Trama
Dopo mesi di indagini tutto tace. La mafia ha cambiato pelle, alle stragi preferisce le valigette da coletti bianchi. Ma le cose cambiano quando Provenzano ha seri problemi di salute e riceve la visita di Aglieri prima di essere operato da Muré. Aglieri va a visitarlo per chiedergli chi sia la persona a cui si riferisce chiamandolo il Gesù Cristo di Roma. 
Gli inquirenti hanno messo delle cimici all’ospedale San Giovanni e capiscono che il boss sta per essere operato lì. Minnella risale a un possibile fiancheggiatore di Provenzano grazie alla vecchia indagine di Barone su Mico Farinella del 1994. Barone, spinto da Elia, accetta di collaborare con lui alla cattura del boss ma la pista del collega cade nel nulla perché nel momento propizio le cimici saltano.
Aglieri non prende bene la richiesta di Davide di partire per l’America con la sua fidanzata Sonia e quindi lo taglia fuori da una riunione importante con gli altri boss. Il ragazzo decide così di lasciar partire Sonia con un’amica per non perdere la fiducia di Pietro.
14 agosto 1999, Barone si organizza al meglio per nascondersi insieme a Francesca, Paola e Diego facendo credere di non essere a Palermo per Ferragosto con l’intento di osservare da un edificio abbandonato l'ingresso dell’ospedale che, stando alle informazioni a loro disposizione, dovrebbe restare chiuso per disinfestazione. il tutto avviene all’insaputa della Procura. 
15 agosto 1999 , le telecamere installate mostrano le luci della sala operatoria accese. Dopo due ore il veicolo della disinfestazione arriva, ma di Provenzano non si intravede nemmeno l'ombra. Alle sei del giorno seguente le luci della sala si spengono e squadra capisce che ormai la missione è fallita. Questo accade perché Muré ha fatto operare il boss in una clinica di Marsiglia e non al San Giovanni come pensavano loro. Preso dalla disperazione Barone entra in ospedale arrivando sino alla sala operatoria e proprio accanto gli passa il biondo.
- Ascolti Italia: telespettatori 868.000 – share 5,00%[4]

## La caccia invisibile
- Diretto da: Fabio Paladini
- Scritto da: Fabio Paladini
- Headwriter: Marcello Izzo e Silvia Ebreul

### Trama
Barone organizza una battuta di caccia al cinghiale con la sua squadra per capire se hanno ancora voglia di catturare Provenzano e Aglieri. Ottenuto il loro appoggio, Barone scatena i suoi in una operazione che porta ventiquattro mafiosi del mandamento di Santa Maria di Gesù in arresto. L'operazione è facilitata dai nomi consegnatogli da Minnella, ma porta Barone a ricevere un esposto al CSM da parte dei colleghi del Pool antimafia, dopo essersi scontrato con Elia e gli altri. Così spiega alla squadra che, non potendo arrivare a Provenzano, devono prendere Aglieri prima del suo trasferimento.
Provenzano, ripresosi dall'intervento, va da Aglieri per cenare con lui e Davide. Si capisce che vuole ribadire la sua leadership e ordina a Davide di uccidere il medico che l'ha operato a Marsiglia. 
Prima di andar via, chiede ad Aglieri se vuole sapere ancora chi è il ”Gesù Cristo di Roma”.
Il padre di Paola le suggerisce di smarcarsi da Barone ma lei si arrabbia e attacca il telefono.
Barone, dopo gli arresti, riceve da Minnella i suoi fascicoli che nessuno conosce, nemmeno i ROS. Studiandoli, si sofferma su Gioacchino Corso detto “il mastino”, 29enne di buona famiglia che ufficialmente è un rivenditore d’auto ma che in realtà è affiliato al mandamento di Santa Maria di Gesù. La squadra inizia a seguire il ragazzo e padre Mario Frittitta, confessore e padre spirituale di Aglieri, intuendo che sono la pista migliore che hanno al momento.
Dieci settimane dopo. Aglieri fa capire a Davide che ha assolutamente bisogno di sapere chi è il ”Gesù Cristo di Roma” per fare il grande salto. Quindi, domani dovrà fare quello che ha promesso e gli chiede di andare a prendere padre Mario.
A Francesca viene offerto un posto da dirigente dello SCO e a Diego alla Criminalpol di Napoli; i due capiscono quindi che qualcuno vuole dividere la squadra. Intanto a cena Saverio esorta Paola a continuare il lavoro anche quando lui non ci sarà più. Quest'ultima è reticente a dargli una risposta positiva.
Davide sceglie di agire come gli ha insegnato il suo mentore e, nonostante abbia ucciso il medico, questo manda su tutte le furie Provenzano che chiama Aglieri per fargli capire cosa succederà a Davide. La sera stessa, mentre Francesca e Navarra si appostano all'autosalone, notano Davide consegnare l'auto con la quale ha commesso il reato. Decidono di pedinarlo e nel frattempo, Davide, viene avvicinato da due moto, nei pressi di una cappella votiva, dove crivellano la sua auto di colpi uccidendolo non molto lontano dal covo di Aglieri. I due poliziotti assistono all'agguato, ordinato da Provenzano. Chiamano Barone che indica ai due di lasciarlo lì in aperta campagna per non destare sospetti perché la priorità resta Aglieri.
- Ascolti Italia: telespettatori 945.000 – share 3,90%[5]

## Ciao Saverio
- Diretto da: Fabio Paladini
- Scritto da: Marcello Izzo e Silvia Ebreul
- Headwriter: Marcello Izzo e Silvia Ebreul

### Trama
Aglieri piange sul corpo di Davide che ha fatto recuperare. Barone è sempre più disorientato e una sera viene confortato e spronato dal vecchio amico Carlo Mazza.
Barone confessa che il pool è sull'orlo del collasso e la Romano, su cui ha puntato per lasciare, è intimorita dalla scelta.
Aglieri affronta Provenzano in un incontro faccia a faccia insieme ai rispettivi uomini.  È pronto a uccidere Provenzano e dà l'ordine di ucciderlo quando alza il braccio destro. I due discutono per l'omicidio di Davide e Aglieri definisce se stesso l'apocalisse visto che è riuscito ad infiltrare i suoi ragazzi perfino tra gli uomini di Provenzano, il quale, intimoritosi, gli rivela all’orecchio il nome del ”Gesù Cristo di Roma”.
Aglieri, tornato nel suo covo, parla al cadavere di Davide confessando di non aver bisogno di un erede e che sarà: un tutto ciò che verrà.
Saverio punta tutto su un casolare fortificato che ha individuato e, tramite il telescopio astronomico che ha fatto scuola visto che a proporlo è stata la Romano, vede la testa di Aglieri che sembra corrispondere alla descrizione fatta dal pentito Brusca. Paola Romano vuole per forza entrare nel covo perché ha paura che il boss se ne possa andare e si impunta con Saverio che invece vorrebbe prendere tempo e aspettare la conferma di Brusca per non fare altre figuracce ma anche perché non vuole lasciare da sconfitto il pool. La Romano trova un'intercettazione di Corso in cui si afferma che Aglieri se ne sta andando visto che ha spostato le statue. L'ora dell'intercettazione e di qualche minuto prima rispetto alla foto che hanno scattato. Barone è restio perché sa che non può rischiare visto che non ha tempo per rimediare ad un errore. La Romano si infuria facendogli capire che lei si può accollare il rischio perché questa è la sua prima operazione e avrà tempo per rimediare ma soprattutto per catturare Provenzano. Barone si convince e viene fatta irruzione nel casolare ma è troppo tardi perché Aglieri è appena andato via. Tuttavia il boss viene individuato nei campi, grazie a Barone e Navarra che seguono dall'elicottero il blitz, mentre sta scappando e viene bloccato dagli agenti. Anche Corso e padre Mario vengono arrestati (il parroco verrà però assolto in Cassazione per esercizio pastorale). Provenzano apprende la notizia dal tg.
La squadra può finalmente festeggiare ed Elia dà l'incarico alla Romano di guidare le indagini su Provenzano. 
11 aprile 2006. Saverio, dopo aver tenuto un discorso toccante davanti agli studenti della facoltà di giurisprudenza, sale in macchina con il fidato Zaza e apprende dalla radio che Provenzano è stato catturato dopo 43 anni di latitanza.
- Ascolti Italia: telespettatori 889.000 – share 4,30%[5]